# 森岡克司
森岡 克司（もりおか かつじ、1977年1月15日 - ）は、日本のベーシスト。血液型A型。

## 人物
中学校の吹奏楽部でコントラバスを始める（当初はファゴットを吹いていた）。学校の教材にあった「We are the world」のビデオの中でベースを弾いていたルイス・ジョンソンに影響を受けエレクトリックベースを始める。
ヤマハのポピュラーミュージックスクールに入学し、当時のティーンズコンテストに出演するバンドのベースを担当。
甲陽音楽学院卒業後2003年にT-SQUAREのサポートメンバーに抜擢され、2枚のオリジナルアルバムに参加する。技巧派ベーシストとして現在日本（主に関西）、アメリカなど国内外問わずに活動中。